# Lady Margaret Hall
Il Lady Margaret Hall è uno dei collegi costituenti l'Università di Oxford. Fondato nel 1878, fu il primo collegio riservato alle donne, sia undergraduate che postgraduate, e non accettò uomini fino al 1979. Deve il suo nome a Margaret Beaufort, la madre di Enrico VII d'Inghilterra, mentre la prima principal fu Elizabeth Wordsworth, nipote del poeta William Wordsworth.
Situato sul fiume Cherwell, consisteva inizialmente nella casa originale, denominata Old Old House, affiancata da una cappella in stile bizantino. Molte costruzioni si sono andate ad aggiungere negli anni fra le quali una biblioteca aperta nel 2006 da Cherie Blair.

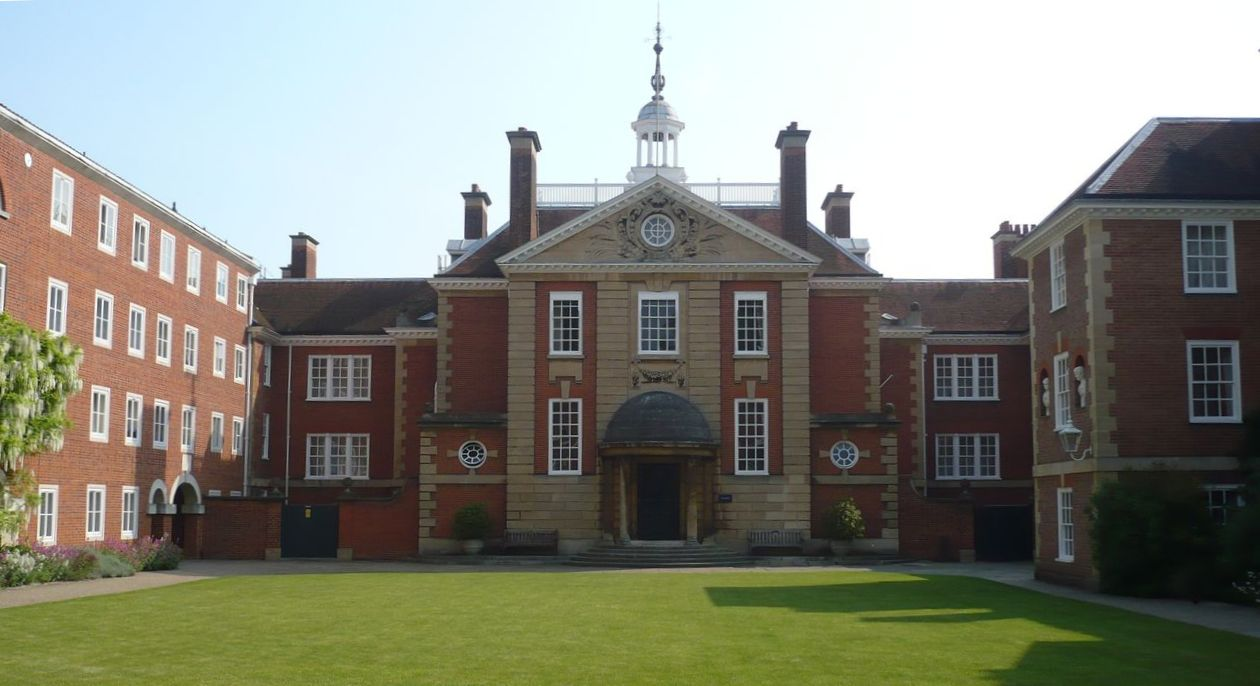
La prima corte del Lady Margaret Hall